# 六條通

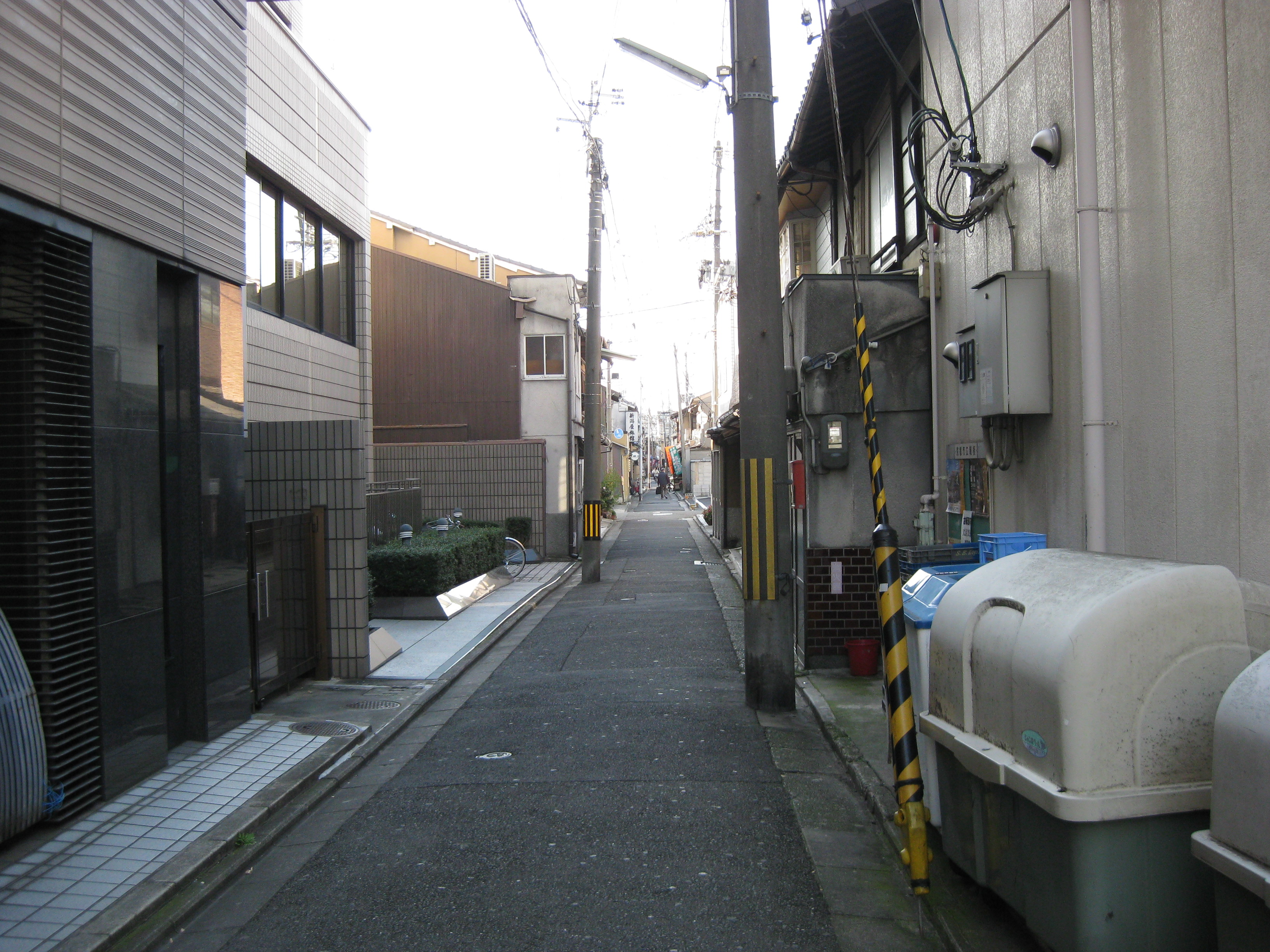
六條通（烏丸通交差點付近）

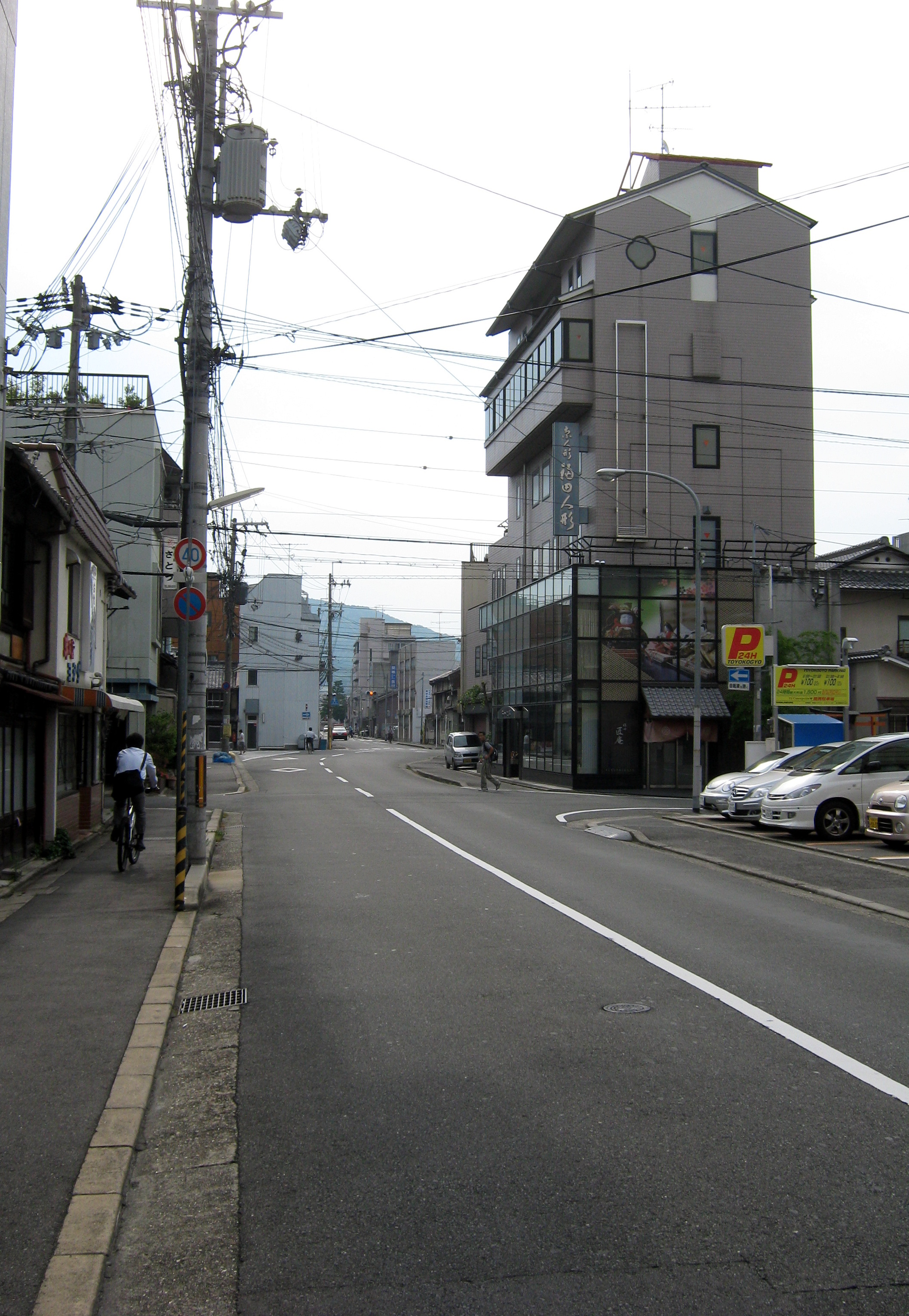
烏丸通交差點付近

六條通（日语：／ Rokujō doori）是日本京都府京都市的東西向道路之一。東端從河原町通往西至堀川通，在楊梅通、的場通之南，花屋町通之北。相當於平安京的六條大路。

## 概要
相對於成為幹線道路的昔日平安京大路三條通・四條通・五條通・七條通，現在的六條通是普通的生活道路。東洞院通和富小路通之間的北側有舊六條通。

## 沿線主要設施
- 長講堂 - 元六條御所

| 京都市內的東西向道路 | 京都市內的東西向道路         | 京都市內的東西向道路 |
| -------------------- | ---------------------------- | -------------------- |
| 西至： 堀川通        | 北側相鄰道路：楊梅通・的場通 | 東至： 河原町通      |
| 西至： 堀川通        | 六條通                       | 東至： 河原町通      |
| 西至： 堀川通        | 南側相鄰道路：花屋町通       | 東至： 河原町通      |

## 脚注
1. ↑  千宗室・森谷尅久監修　『京都の大路小路』、小学館、1994年。